# Pálinka
Pálinka è un distillato tradizionale dell'Ungheria, della Romania e della Serbia.
Si ottiene da diversi tipi di frutti, più comunemente dalla prugna, dalla pera, dall'albicocca, dalla pesca, dalla mela, dalla ciliegia, dai frutti di bosco o dalle mele cotogne. Esistono varietà anche estratte dal miele, dalle rose o dall'uva.

## Definizione legale
Dal 1º luglio 2002 il nome Pálinka è protetto dall'Unione europea e può essere ufficialmente attribuito solo ai distillati provenienti al 100% da frutta o erbe autoctone coltivate nel bacino dei Carpazi in Ungheria e in Romania (Pălincă) e senza additivi artificiali, aventi una gradazione alcolica tra il 37,5% e 86%. Deve inoltre essere distillato e imbottigliato in Ungheria o in Romania.

## Conflitto con la Commissione europea sulla distillazione tradizionale
La distillazione casalinga della Pálinka fa parte del patrimonio culturale e tradizionale dell'Ungheria da tempi molto antichi. Per questa ragione nel 2010 il governo ungherese emanò una legge che consentiva la produzione casalinga dei primi 50 litri di bevanda con esenzione totale dalle accise. Ritenendo che l'Ungheria non avesse rispettato le regole dell'Unione europea relative alle accise sulle bevande alcoliche, la Commissione europea presentò un ricorso per inadempimento dinanzi alla Corte di giustizia dell'Unione europea. Il ricorso fu accolto, costringendo il governo magiaro ad imporre accise sulla produzione casalinga anche di modiche quantità di Pálinka e suscitando l'indignazione del ministro ungherese dell'Agricoltura che dichiarò che la decisione della corte è stata “un'altra scioccante provocazione perpetrata dai burocrati di Bruxelles”.